# ميكي باس
ميكي باس (بالإنجليزية: Mickey Bass)‏ هو معلم موسيقى وموسيقي أمريكي، ولد في 2 مايو 1943 في بيتسبرغ في الولايات المتحدة.

## وصلات خارجية
- الموقع الرسمي
- ميكي باس على موقع ميوزك برينز (الإنجليزية)
- ميكي باس على موقع أول ميوزيك (الإنجليزية)
- ميكي باس على موقع ديسكوغز (الإنجليزية)